# MPEG Licensing Administration
Die MPEG Licensing Administration (kurz MPEG LA, auch „MPEG LA, LLC“ genannt) ist ein US-amerikanisches Unternehmen, das Patentpools aus den Bereichen Multimedia, Unterhaltungselektronik und WLAN verwaltet. Diese Pools umfassen u. a. Technologien wie FireWire / IEEE 1394, MPEG-2, MPEG-4, VC-1 und H.264. Ein Patentpool zu LTE ist in Arbeit.
Rechteinhaber sind u. a. Apple, France Télécom, Fraunhofer-Gesellschaft zur Förderung der angewandten Forschung e.V., Mitsubishi Electric, Scientific-Atlanta, Sony, US Philips, Victor Company of Japan und Microsoft. MPEG LA hat den Hauptsitz in Denver, Colorado (Vereinigte Staaten) und weitere Sitze in Washington, D.C., London, Tokio und Shanghai.